# لایونز، میشیگان
لایونز (به انگلیسی: Lyons) یک روستا در ایالات متحده آمریکا است که در شهرستان آیونیا، میشیگان واقع شده‌است. لایونز ۳٫۴۹ کیلومتر مربع مساحت و ۷۸۹ نفر جمعیت دارد و ۱۹۸ متر بالاتر از سطح دریا واقع شده‌است.